# 石項駅
石項駅（ソカンえき）は、大韓民国江原特別自治道寧越郡にある韓国鉄道公社の駅である。

## 利用可能な路線
- 韓国鉄道公社
  - 太白線

## 歴史
- 1957年3月10日：開業。
- 2009年7月1日：旅客取扱中止。

## 隣の駅
韓国鉄道公社
太白線
寧越駅 - (炭釜信号場) - (蓮下信号場) - 石項駅 - 礼美駅